# Ghost Trick: Detective fantasma
Ghost Trick: Detective fantasma (ゴースト トリック Gōsuto Torikku?) es un videojuego de aventura gráfica desarrollado por Capcom para Nintendo DS e iOS. El desarrollo corre a cargo de Shu Takumi, creador de la saga Ace Attorney. El juego fue publicado por Capcom y lanzado para Nintendo DS en Japón el 19 de junio de 2010, en Norteamérica el 11 de enero de 2011 y en Europa 3 días después. La versión para iOS salió en Japón el 16 de diciembre de 2010 y en el resto del mundo el 2 de febrero de 2012. Una remasterización para Nintendo Switch, PlayStation 4, Xbox One y Windows fue lanzada el 30 de junio de 2023.

## Historia
El juego pone al jugador en la piel de Sissel, un hombre que acaba de morir. Ahora que ha tomado la forma de un espíritu, y no guarda recuerdos de su vida, descubre que puede poseer objetos. Con esta nueva habilidad puede afectar de distintas formas el desarrollo de las situaciones que se dan en el plano físico. Aprovechando sus nuevas capacidades, Sissel intenta resolver los misterios de su muerte y evitar muertes consecuentes.
Los eventos del juego se desarrollan a lo largo de una sola noche, pues Sissel desaparecerá con la llegada del amanecer.

## Jugabilidad
En cada nivel alguien ha muerto y el jugador, como Sissel, debe viajar cuatro minutos antes de la muerte y prevenirla para que no suceda. Como espíritu, Sissel puede entrar en el mundo Fantasma, en el cual el tiempo está detenido. En ese mundo Sissel puede poseer varios objetos, así como comunicarse con los espíritus de los cadáveres. Sissel solo puede viajar dentro de un cierto radio desde un objeto, así que el jugador debe utilizar varios objetos para poder alcanzar las distintas áreas. Mientras posee cierto objeto inanimado, el jugador puede utilizar 'ghost tricks' (trucos de fantasma) fuera del mundo fantasma para abrir nuevos caminos o invocar determinada reacción de los personajes. Por ejemplo, mover una bandeja de rosquillas hará que el personaje que las está comiendo cambie el lugar donde está sentado y abrirá un nuevo camino para Sissel. El jugador debe usar estos trucos para moverse alrededor de las distintas áreas y así cambiar el destino de la víctima. En algunos niveles se incluyen momentos en los que el jugador tiene que cambiar ese destino en un período de tiempo mucho más corto para salvar a la víctima.

## Personajes
Sissel (シセル Shiseru?)
Personaje principal del juego, que despierta no solo para descubrir que perdió la memoria, sino que además está muerto. Sissel se propone no dejar que nadie sufra lo mismo que él y descubrir el misterio detrás de su muerte antes de que amanezca. Puede comunicarse con los espíritus de los muertos, viajar atrás en el tiempo cuatro minutos antes de su muerte y usar los trucos de fantasma para cambiar su suerte.
Lynne (リンネ Rinne?)
Una joven detective que estaba con Sissel cuando fue asesinado. Parece estar relacionada con los acontecimientos que suceden esa noche.
Kamila (Kanon (カノン?) en la versión japonesa)
Una niña a la que le fascinan los donuts. Simpática y atenta, se preocupa mucho por los demás, sobre todo por Lynne, con quien comparte la vivienda.
Ray (クネリ?)
Una lámpara encantada que le enseña a Sissel todo acerca de los trucos de fantasma.
Jeego el Miope
Un asesino a sueldo que nunca falla su objetivo, siempre acompañado de su escopeta. Pertenece a una banda organizada como sicario.
Missile
El perrito de Kamila; un pomerania muy valiente que ayudará mucho a Sissel durante toda la aventura.
Detective Jowd
Un detective de policía acusado de asesinar a su mujer y condenado a muerte.
Otros
Existe una mayor cantidad de personajes que a medida que se avanza en la historia se van descubriendo al mismo tiempo que ellos traerán nuevos misterios. Por ejemplo: el inspector Cabanela, el ministro de Justicia, la «mujer de púrpura» y su hija, etc.

## Desarrollo
El desarrollo de Ghost Trick recae en el creador de la serie Ace Attorney, Shu Takumi. En una entrevista con la revista Famitsu, dijo: 

Empecé a plantearme esta idea hace alrededor de 5 años. (...) Estábamos trabajando en el tercer Ace Attorney y consideré que era hora de empezar a pensar en algo nuevo. Así que se me ocurrió la idea de crear un nuevo tipo de misterio, algo distinto del estilo de Ace Attorney.[cita requerida]